# Kabupaten Simeulue
Kabupaten Simeulue es una de las Regencias o Municipios (kabupaten) localizado en la provincia de Aceh en Indonesia. El gobierno local del kabupaten y la capital se encuentra en la ciudad de Sinabang.
El kabupaten de Simeulue comprende una superficie de 2.310 km² y ocupa la totalidad de la isla del mismo nombre situada en la costa oeste de Sumatra. La población se estima en unos 82.648 habitantes.
El kabupaten se divide a su vez en 8 Kecamatan, 135 Kelurahan / Desa.

## Lista de Kecamatan

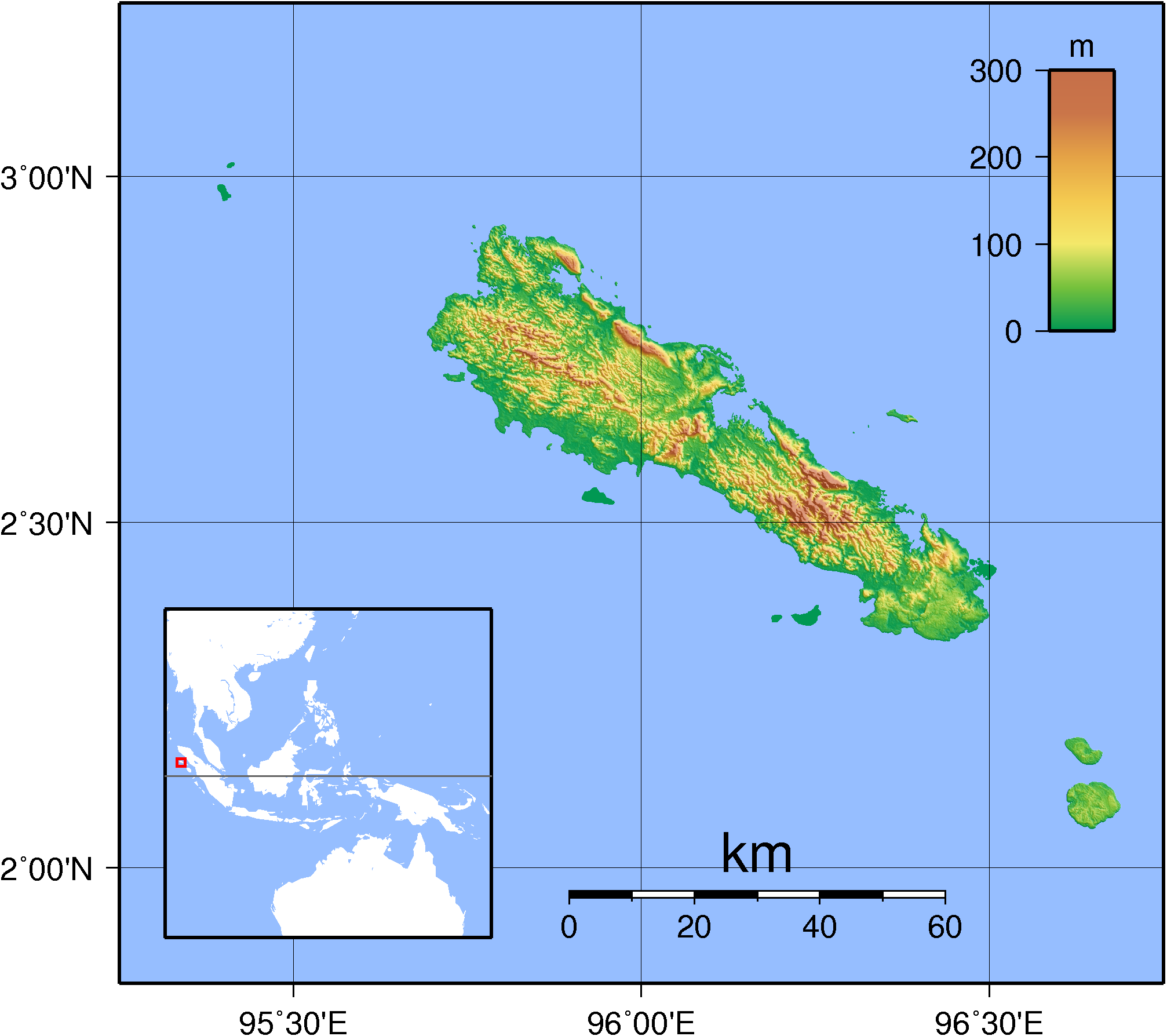
Mapa topográfico de Simeulue.

- Simeulue Timur
- Teupah Barat
- Teupah Selatan
- Simeulue Tengah
- Teluk Dalam
- Salang
- Alafan
- Simeulue Barat

## Enlaces
- Website de la provincia de Aceh (en indonesio)

- Datos: Q5757
- Multimedia: Simeulue Regency / Q5757